# Lyxvara

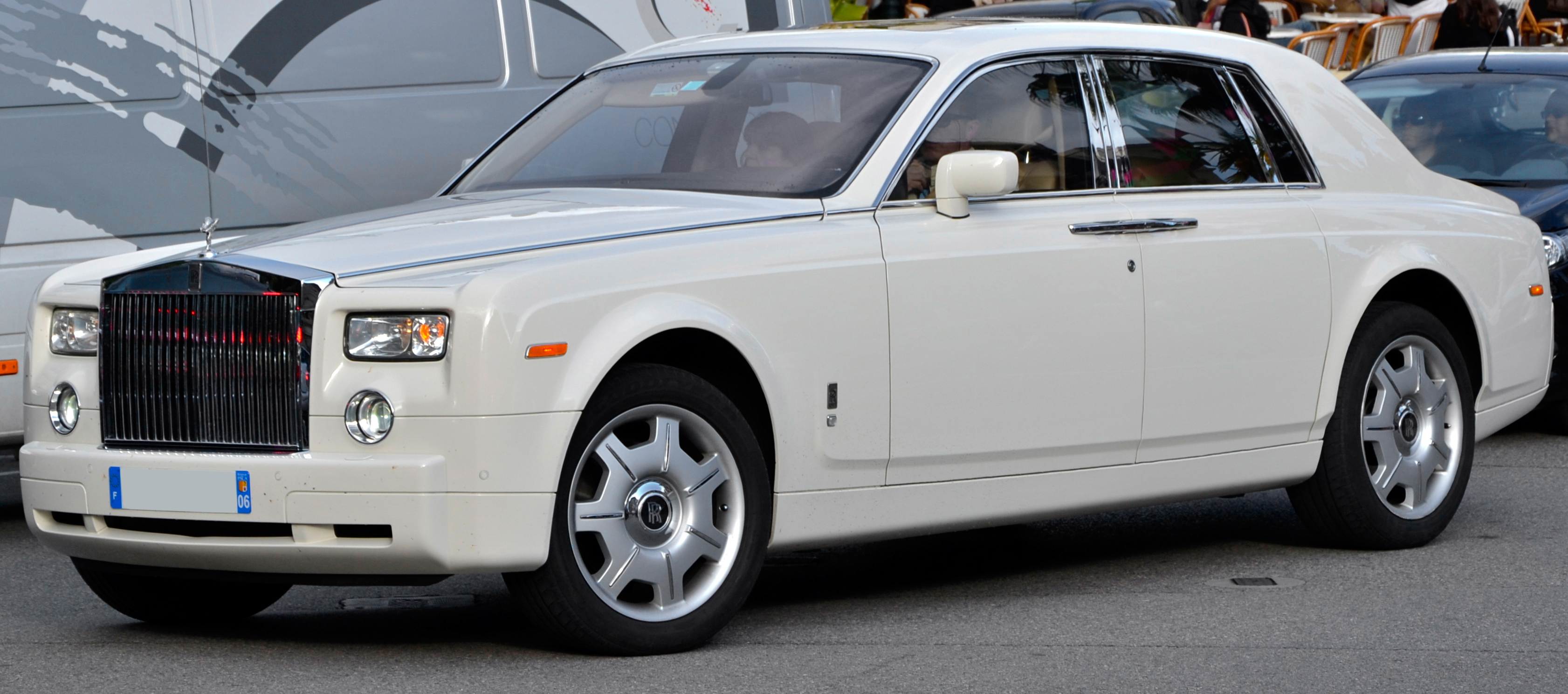
Rolls-Royce Phantom VII är ett exempel på en lyxvara (lyxbil).

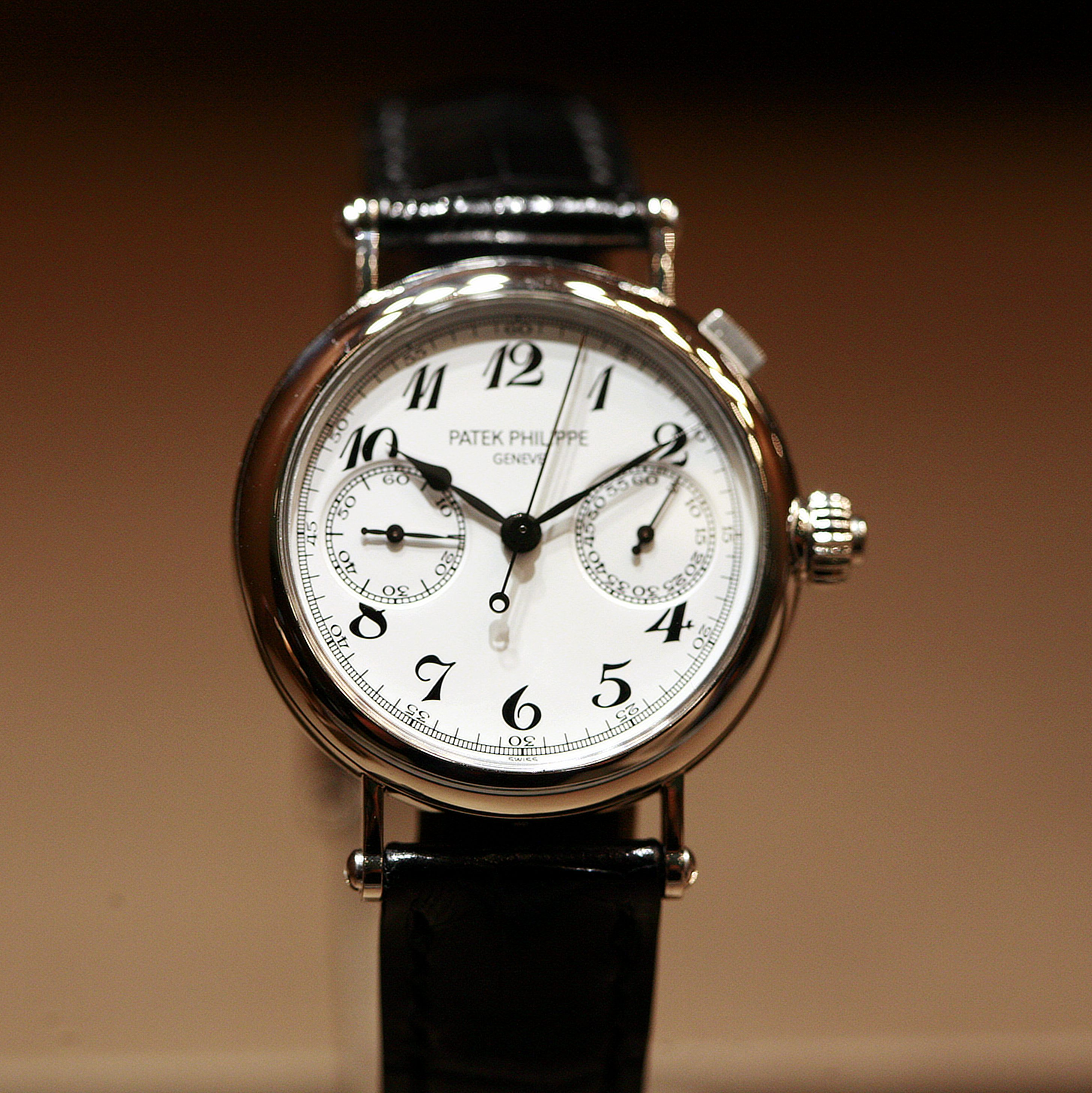
Patek Philippe, tillverkare av lyxklockor.

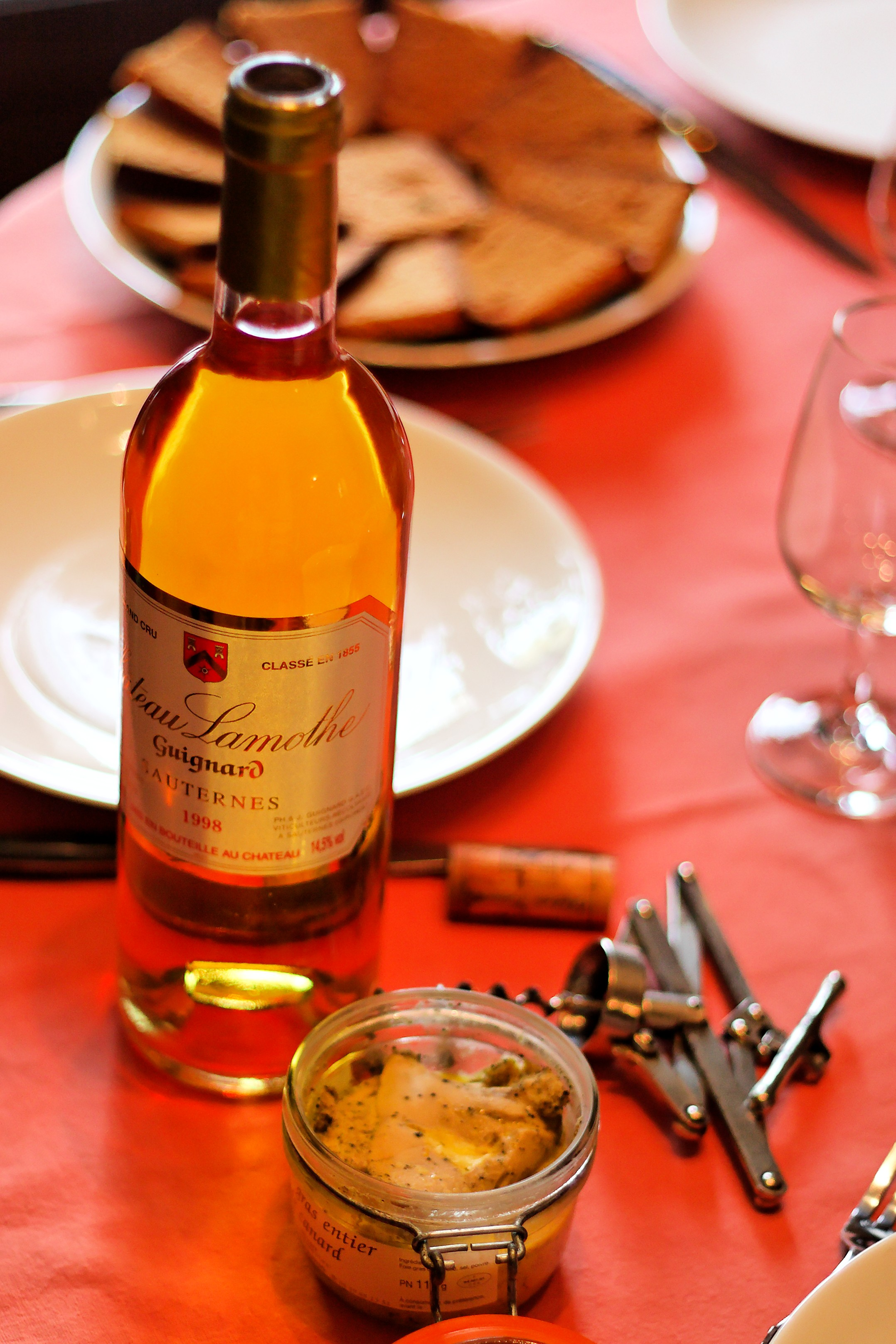
Sauternes-vin och foie gras.

Lyxvara är en produkt som tillverkas för en begränsad skara konsumenter. Till skillnad mot andra produkter där priser pressas ner för att nå ut till så många konsumenter som möjligt, värderar lyxvaran sin exklusivitet. 
Lyxvaror är ett tämligen brett begrepp. Under europeisk medeltid/renässans ansågs saker som kryddor, siden m.m. vara lyxvaror. 
Lyxvaror kan vara märkeskläder, hudvårdsprodukter, transportmedel (bilar, flygplan), med mera. Märken som ofta nämns i sammanhanget är Gucci, Dolce & Gabbana, Versace, Cartier, Rolls-Royce, Lamborghini, Ferrari, med mera.